# 张立藩
张立藩（1927年—），男，山东乐陵人，中国航空生理学家，曾任中国人民解放军第四军医大学教授、博士生导师。